# Assassinats del cortijo de l'Enjembraero
Els assassinats del cortijo de l'Enjembraero van ser quatre presos polítics (Sinesio Calderón, Antonio Cortés, Antonio Iglesias i Manuel Merino) de la dictadura franquista, camperols extremenys tots ells, que van ser executats extrajudicialment l'1 de febrer de 1949 al cortijo de l'Enjembraero, a la pedania d'Helechal al municipi de Benquerencia de la Serena, província de Badajoz, després de ser separats d'un grup 48 detinguts 11 dies abans acusats d'ajudar a la guerrilla antifranquista com a enllaços o subministradors d'aliments i roba. Els 48 es trobaven a Castuera on anaven a ser posats a la disposició del jutjat militar central que a Madrid instruïa les causes contra els guerrillers. En saber els vigilants que quatre detinguts es trobaven molt malalts, van ser trets de la presó i traslladats al cortijo, on van simular la posada en llibertat per després executar-los per aplicació de la llei de fugues.